# Alcalá del Río
Alcalá del Río es un municipio de la provincia de Sevilla, Andalucía, España. Tiene una superficie de 82 km² y se encuentra a unos 15 km al norte de la capital de provincia. Además del núcleo de población principal tiene tres pedanías: El Viar, Esquivel y San Ignacio del Viar, construidas por el Instituto Nacional de Colonización (INC en la época de Franco. Cuenta con una población de 12 315 habitantes (1 de enero de 2022). Se encuentra en la comarca de la Vega del Guadalquivir. Cuenta con un aeródromo con capacidad de aeronaves ultraligeras; Aeródromo de Alcalá del Rio

## Geografía
| Noroeste: Guillena  | Norte: Castilblanco de los Arroyos y Burguillos | Noreste: Villaverde del Río |
| Oeste: Guillena     |                                                 | Este: Brenes                |
| Suroeste: La Algaba | Sur: La Rinconada                               | Sureste: La Rinconada       |

## Historia
Se cree que formó parte de la zona de Tartessos y consta que había comercio con los fenicios de varias mercancías, como el bronce.
Durante la segunda guerra púnica, Publio Cornelio Escipión, apodado el Africano, conquistó el valle del Guadalquivir. En el 206 a. C. se produjo la última gran batalla en suelo hispano entre cartagineses y romanos en la batalla de Ilipa, donde el ejército cartaginés quedó derrotado definitivamente. Ilipa Magna es la actual Alcalá del Río, aunque la batalla probablemente tuvo lugar en una llanura que hay a unos 6 kilómetros al noreste del pueblo, a un par de kilómetros de Villaverde del Río. En la actualidad se conservan restos de una antigua muralla y de un antiguo puerto.
Los romanos levantarán unas murallas en la localidad pero desde el siglo III va perdiendo importancia por la disminución del comercio de metales y el cada vez mayor protagonismo portuario de Híspalis (la actual Sevilla). En la Edad Media, recupera cierto protagonismo con los musulmanes, que reforman las fortificaciones romanas y levantan un alcázar. En esta etapa pasó a llamarse Qalat Ragwal.
Consta que en el 1594 formaba parte de la comarca del Axarafe y contaba con 586 vecinos pecheros.
En 1931 se edificó una presa en el Guadalquivir junto al núcleo urbano. A 16 kilómetros al norte está la presa de Cantillana, realizada en 1956.

## Demografía
Cuenta con una población de 12 250 habitantes (INE 2024).
| Gráfica de evolución demográfica de Alcalá del Río entre 1842 y 2021                                                  |
| |
| Población de derecho según los censos de población del INE. Población de hecho según los censos de población del INE. |

| Relación de unidades poblacionales |             |                                 |
| Entidades de población             | Hab. (2015) | Distancia a Alcalá del Río (km) |
| Alcalá del Río                     | 9309        | -                               |
| Esquivel                           | 837         | 5                               |
| San Ignacio del Viar               | 644         | 4                               |
| El Viar                            | 747         | 9                               |
| Total municipio                    | 11 745      |                                 |

## Economía
En lo que respecta a la agricultura, hay 4373 ha de cultivos herbáceos (de los cuales 2135 son de maíz y 125 de trigo) y 1877 ha de cultivos leñosos (de las cuales 1218 ha son de naranjos y 115 ha son de olivos de aceituna para aceite). Al norte del núcleo principal de población hay un polígono industrial llamado La Cruz Chiquita.

## Cultura

### Patrimonio

#### Iglesia de Santa María de la Asunción

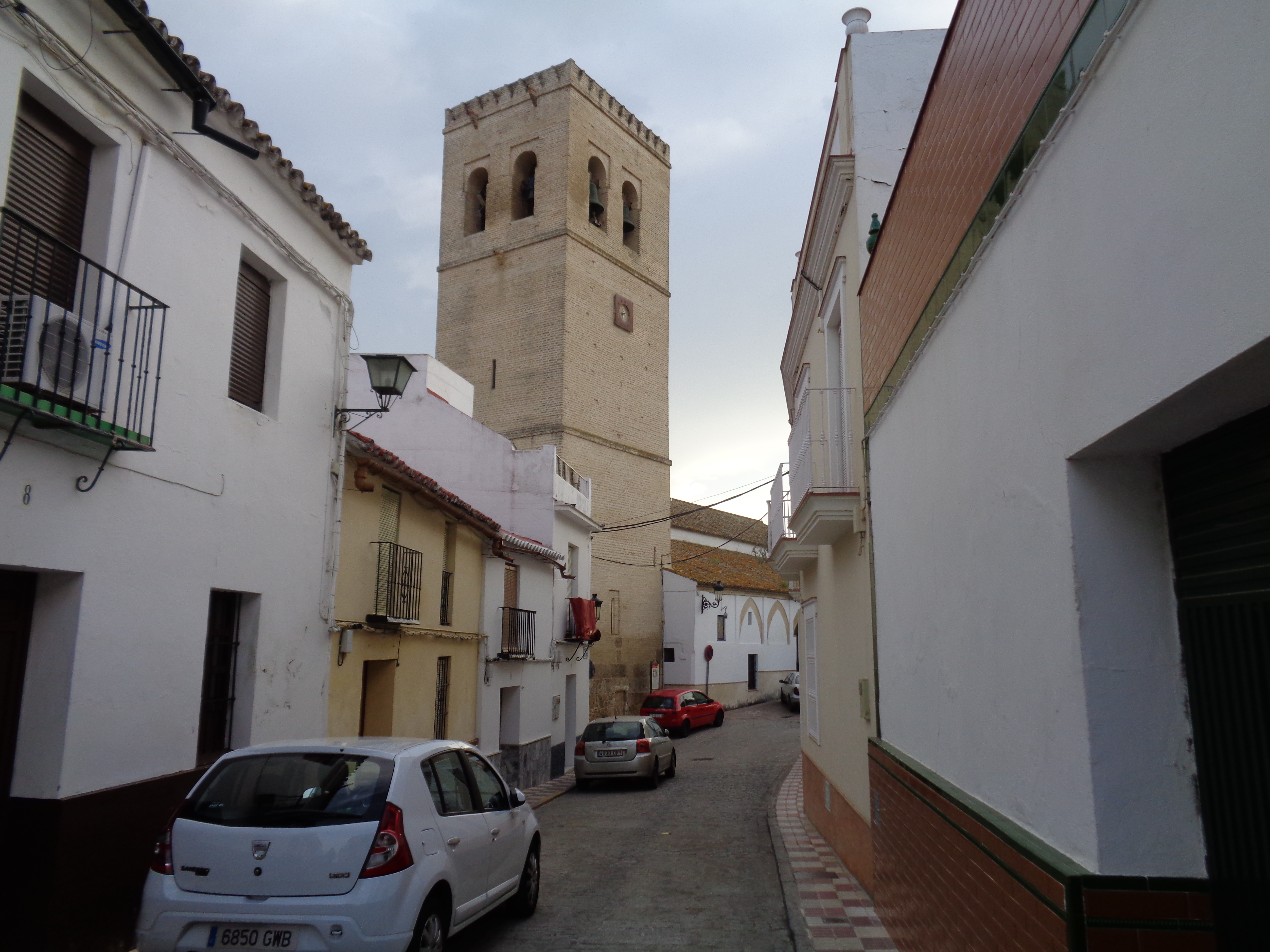
La iglesia de la Asunción al fondo de una calle de Alcalá del Río

Iglesia mudéjar con tres naves adosada a una construcción romana que sirve de asiento a la torre. La construcción comenzó en la primera mitad del siglo XIV y terminó durante el siglo XV. El ábside y las cuatro primeros tramos de las naves son del siglo XIV. Los dos pórtigos cegados en los laterales de la iglesia y la capilla saliente lateral son del siglo XV. A comienzos del siglo XVIII se añaden dos tramos más a las tres naves. Tras el terremoto de Lisboa de 1755 se renueva el techo de la nave central y entre 1782 y 1785 se levanta la sacristía en la parte trasera del templo, supriéndose un pórtico que había en esa zona.
El retablo mayor fue realizado por Antonio José de Carvajal entre el 1700 y 1725. Cuenta con columnas salomónicas y fue dorado por Juan Antonio del Bosque. Carvajal es el autor probable del san José, el san Antonio, la Trinidad y los santos Pedro y Pablo del retablo. La Virgen de la Asunción del camarín del retablo está atribuida a Pedro Duque y Cornejo.
A ambos lados del retablo mayor hay dos lámparas de plata realizadas entre 1769 y 1792 por los plateros Cárdenas y Méndez.
En la nave izquierda hay un retablo del 1800 con esculturas de la misma fecha de san Benito y santo Domingo de Guzmán y una Virgen del Rosario del siglo XVIII. En el banco del retablo hay un crucifijo de marfil del siglo XVIII y dos esculturas del Niño Jesús de los siglos XVII y XVIII respectivamente. En ese mismo muro hay otro retablo realizado entre los siglos XVII y XVIII con esculturas del siglo XVIII. También en este muro hay un lienzo de la Virgen del Carmen de 1765.
Sobre la entrada de la sacristía hay un lienzo de san Roque y san Juan adorando la eucaristía. Fue realizado en 1618 por Juan Martínez Gradilla.
En el muro derecho hay un retablo con esculturas de santa Ana, la Virgen y el Niño realizado entre 1557 y 1558 por Roque Balduque. Las pinturas del retablo son de san Bartolomé, san Andrés, santa Catalina, la Virgen y san Gabriel y el donante. Las pinturas son de en torno a 1575.
La iglesia también alberga un lienzo de las santas Justa y Rufina de 1757, seis tablas con pinturas de apóstoles de mediados del siglo XVI, una sillería con un facistol realizados en 1636 por Miguel Cano y Matías Fernández Cardoso y un órgano de 1757 reformado en el siglo XIX. También hay un relicario de san Gregorio de Osset, también conocido como Gregorio Osetano, realizado en plata a finales del siglo XV. Este relicario es uno de los primeros lugares donde está escrita la palabra Sevilla. Además la iglesia guarda una cismera de plata del siglo XVI y varios cálices de plata de los siglos XVIII y XIX.

#### Capilla de San Gregorio de Osset

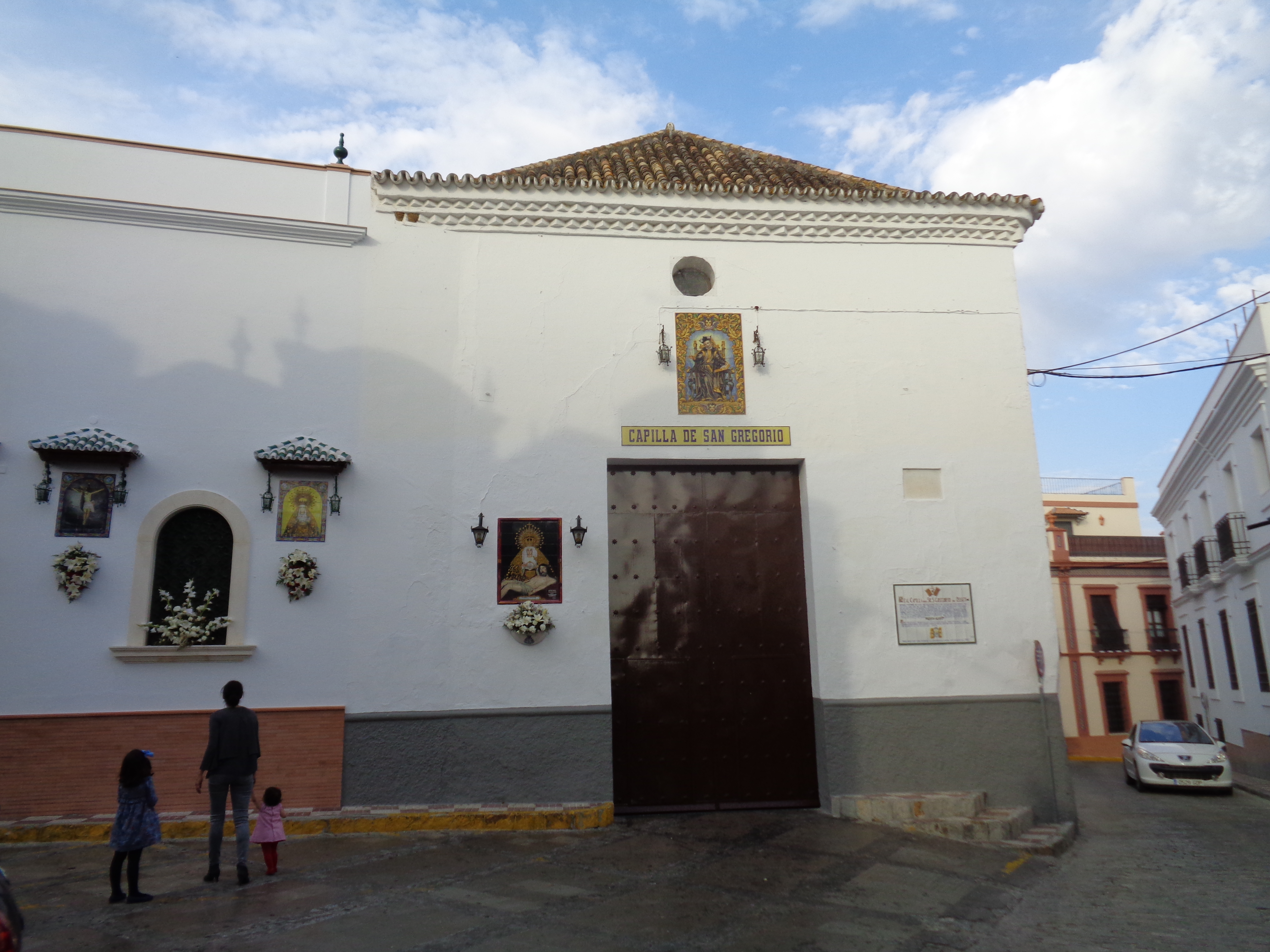
Fachada delantera de la capilla de San Gregorio de Osset

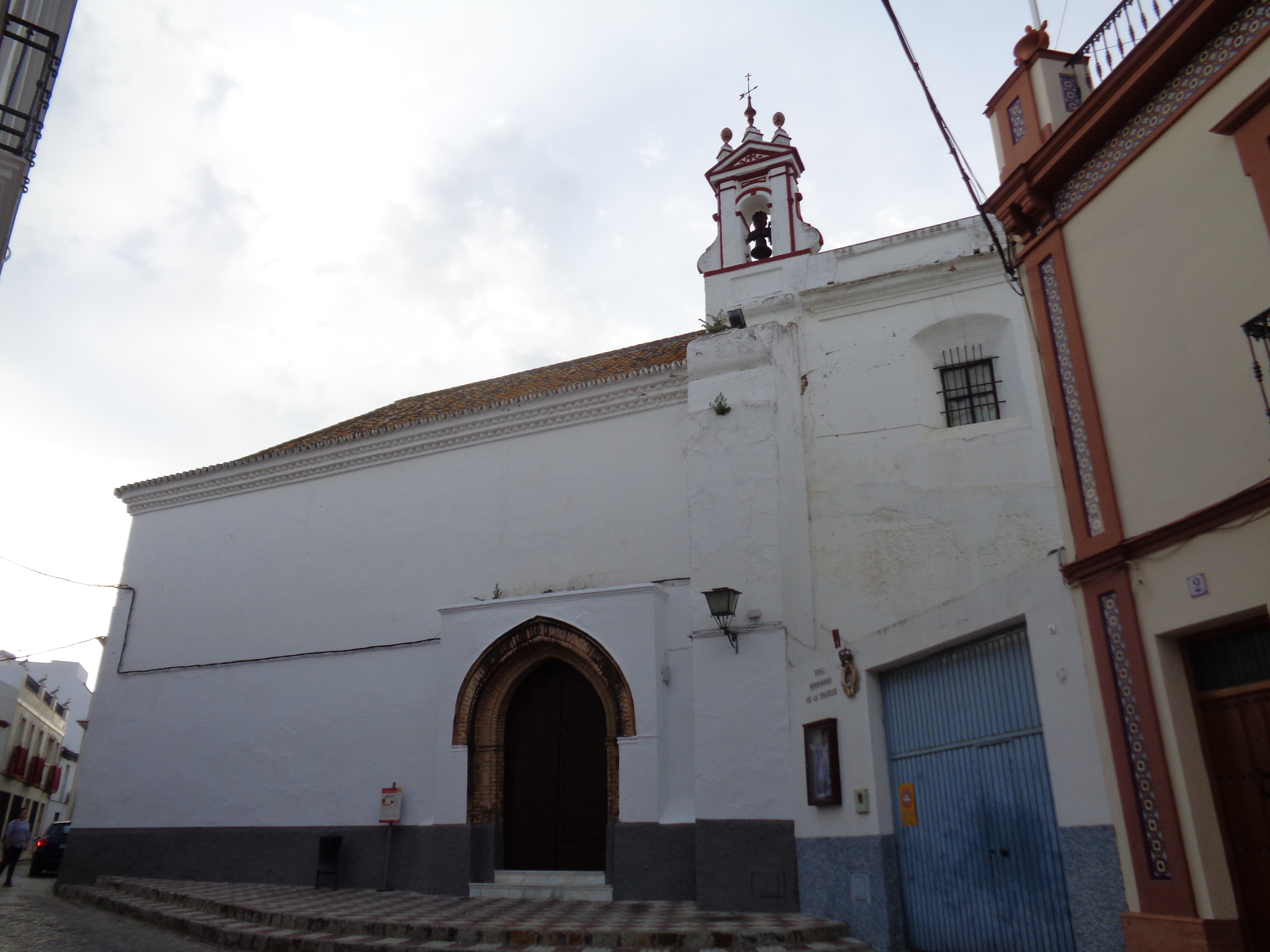
Fachada lateral de la capilla de San Gregorio de Osset

Está dedicada a san Gregorio de Osset, también conocido como Gregorio Osetano. Solo se sabe que nació en torno al 472, que era de Aguas Duras (como se llamaba a Acalá del Río en la etapa visigoda), en un momento en el que la localidad estaba en la jurisdicción de Osset Julia Constancia (que es el actual San Juan de Aznalfarache) y que posiblemente fue ejecutado por combatir la herejía arriana. Finalmente, fue enterrado esta capilla, y fue objeto de la devoción popular.
La capilla o ermita es un edificio de una sola nave, de planta rectangular y fachada plana. Fue fundada por los Reyes Católicos en 1460. Fue reformada en 1760. Del siglo XV se conservan la estructura general, la portada del lado derecho (de lardillo agramillado con dos arquivoltas apuntadas y un óculo lobulado).
El retablo mayor es de la primera mitad del siglo XIX. El retablo tiene una Virgen de los Remedios del siglo XVII, una escultura de san José y otra de san Antonio del siglo XVIII.
En el muro izquierdo se encuentra el retablo de san Gregorio Osetano. Fue realizado en 1770. En él están la escultura de san Gregorio Osetano, de 1772 y las de san Gregorio Magno y san Bartolomé, del siglo XVII.
También hay una capilla, la de la Vera-Cruz, con un retablo del último tercio del siglo XVIII con esculturas contemporáneas del apóstol Juan y de María Magdalena, así como un Cristo de la Vera Cruz del siglo XVI, atribuido a Roque Balduque, y una Virgen de las Angustias, del siglo XVIII, atribuida a Montes de Oca. Junto a este retablo hay un lienzo de la Virgen de Guadalupe realizado por Antonio de Torres de 1718. Y una capilla, la de la Soledad, con altar neoclásico dorado de 1817 tallado por Albín y retablo cerámico de Ramos Rejano, donde se hallan las tallas del Señor de la Misericordia en su Santo Entierro, y una Virgen de los Dolores en su Soledad, ambas tallas anónimas del siglo XVI.
En el muro derecho hay un retablo del último tercio del siglo XVIII con un Jesús Resucitado del siglo XVII y un cipo funerario romano que en época visigoda fue remodelado para convertirse en pila bautismal. A los pies de este retablo hay una pintura de san Gregorio Osetano con una serie de personas que representan a los donantes para la construcción del templo, entre los que seguramente cuentan los Reyes Católicos.

#### La Cruz Blanca
Valiosa cruz de camino renacentista, realizada en mármol, conservada en el lugar de origen desde su ejecución en 1576, por Juan Bautista Vázquez el Viejo. Se encuentra en el antiguo camino Real de Castilla, que en la actualidad es la Avenida de Andalucía del pueblo.

### Fiestas

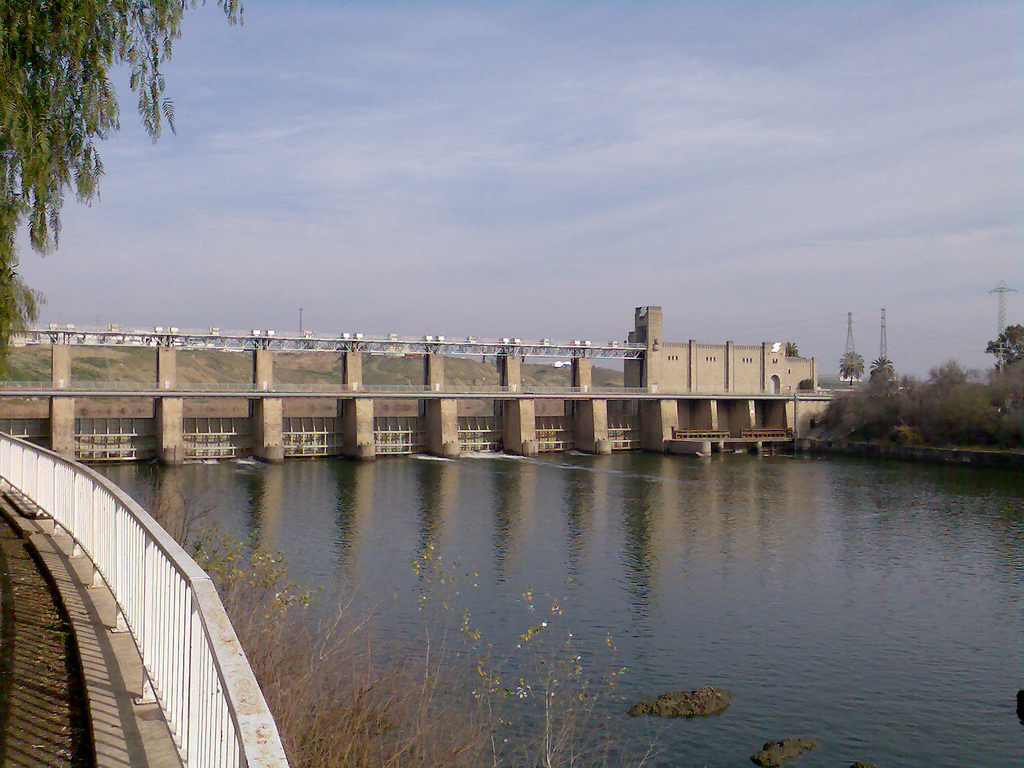
Presa de Alcalá del Río, último punto navegable del río Guadalquivir

La Semana Santa en Alcalá del Río fue declarada de Fiesta de Interés Turístico Nacional de Andalucía en 2003.
El Martes Santo procesiona la Hermandad del Buen Fin con un Cristo crucificado acompañado de música fúnebre. El Miércoles Santo procesiona la Hermandad de Jesús con dos pasos (Jesús Nazareno, <<Papá Jesús>> y la Virgen de la Esperanza), siendo famoso en esta profesión, el momento en el que ambos titulares se enfrentan en la cruz de los pescadores. El Jueves Santo hace su estación de penitencia, desde la ermita de San Gregorio a la iglesia parroquial, la Hermandad de la Vera Cruz. Con dos pasos, el del Cristo de la Vera Cruz, con María Magdalena arrodillada a sus pies, y el de la Virgen de las Angustias. Y el Viernes Santo, la misma estación de penitencia, la hace la Hermandad de la Soledad. Lleva tres pasos : el Triunfo de la Santa Cruz sobre la Muerte, popularmente conocido como el de la "Canina", el Santo Entierro de Cristo en su Misericordia y Nuestra Señora de los Dolores en su Soledad. Con la Estas dos últimas hermandades mencionadas, la del Jueves y Viernes Santo, vuelven a la capilla de San Gregorio ese mismo día, realizando la vuelta con la estación de penitencia por la madrugada. Estas dos últimas hermandades mencionadas, la del Jueves y Viernes Santo, vuelven a la capilla de San Gregorio ese mismo día, realizando la vuelta con la estación de penitencia por la madrugada. Mencionar el acto y sermón del Descendimiento del Señor de la Misericordia el Viernes Santo, cuando la talla articulada del Señor es descendida de la cruz, antes de iniciar la procesión de regreso a San Gregorio.
El municipio destaca además en sus fiestas religiosas por el extendido uso de la mantilla siendo habitual ver filas inmensas de mujeres ataviadas con esta clásica prenda española.
El 16 de julio es fiesta local la festividad de la Virgen del Carmen. Antiguamente se sacaba en barca por el río, aunque está tradición ha ido y ha venido en el tiempo, dependiendo de quien fuese el sacerdote del pueblo en ese momento.
El 9 de septiembre es la festividad de san Gregorio de Osset, patrón de la localidad. En su honor se celebra la feria municipal que dura cinco días, en la semana donde cae el día 9.